# Cypress (Kalifornia)
Cypress város az USA Kalifornia államában, Orange megyében. Lakosainak száma 50 151 fő (2020. április 1.).

## Népesség
A település népességének változása:
| Lakosok száma | 1753 | 31 569 | 40 738 | 42 655 | 46 229 | 47 802 | 50 151 |
|               | 1960 | 1970   | 1980   | 1990   | 2000   | 2010   | 2020   |